# 말라가시인
말라가시인(Malagasy, 프랑스어: Malgache)은 마다가스카르의 토착민족이다. 그들의 조상은 아프리카 대륙의 동부 해안에서 이주한 아프리카 반투족과 보르네오섬과 인도네시아 연안에서 이주한 오스트로네시아족의 동남아시아 이주자들의 결합이다.
전통적으로 인구는 하위 그룹(부족 또는 민족)으로 나뉘었지만, 이 세분화의 관련성은 논쟁의 여지가 있다.

## 같이 보기
- 말라가시어